# 伯夫里拉福雷
伯夫里拉福雷（法語：Beuvry-la-Forêt，法語發音：[bøvʁi la fɔʁɛ]）是法国上法兰西大区北部省的一个市镇，位于该省中部偏东，属于杜埃区。

## 地理
伯夫里拉福雷（50°27'34"N, 3°17'13"E）面积12.52 平方千米，位于法国上法蘭西大區北部省，该省份为法国最北部的省份及最长的省份，西北濒北海，西接加来海峡省，南至埃纳省和索姆省，东与比利时接壤。
与伯夫里拉福雷接壤的市镇（或旧市镇、城区）包括：朗达、萨尔和罗西耶尔、蒂卢瓦莱马尔谢讷、布维尼、马尔谢讷、奥尔希。

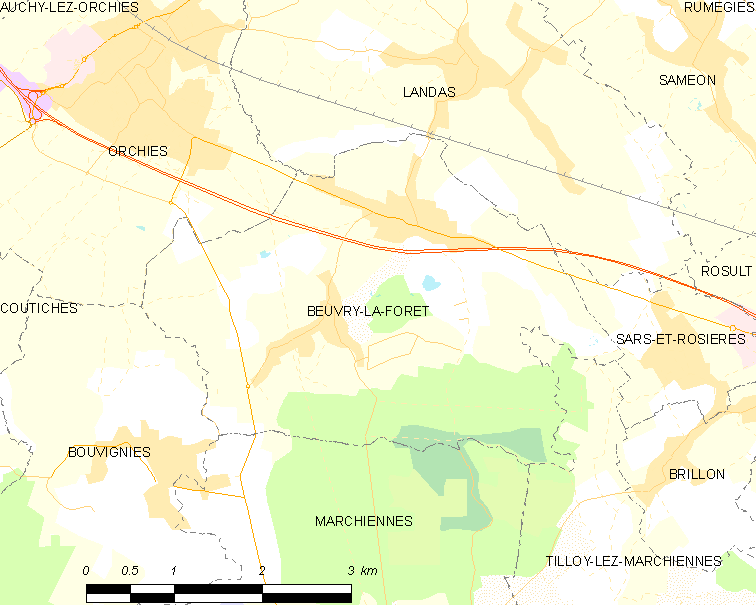
伯夫里拉福雷的OSM定位图

伯夫里拉福雷的时区为UTC+01:00、UTC+02:00（夏令时）。

## 行政
伯夫里拉福雷的邮政编码为59310，INSEE市镇编码为59080。

## 政治
伯夫里拉福雷所属的省级选区为奥尔希县。

## 人口

1962-2008年间伯夫里拉福雷人口变化图示

伯夫里拉福雷于2022年1月1日时的人口数量为2852人。